# Kost Pankiwski
Kost Pankiwski (ukr. Кость Панькі́вський, ur. 6 grudnia 1897 we Lwowie, zm. 20 stycznia 1974 w Livingston) – ukraiński polityk, adwokat i działacz charytatywny, premier emigracyjnego rządu URL.
Ukończył studia na uniwersytecie w Pradze, przewodniczył w tym czasie grupie Ukraińskiej Młodzieży Postępowej. W latach 1924–1939 występował jako obrońca w wielu procesach politycznych. W latach 1939–1941 pracował w zarządzie aptek we Lwowie. Od sierpnia 1941 był sekretarzem Ukraińskiej Rady Narodowej we Lwowie i przewodniczącym Ukraińskiego Komitetu Krajowego. 
W latach 1942–1945 był zastępcą przewodniczącego UCK. W latach 1945–1949 przebywał na emigracji w Niemczech, w latach 1945–1948 był premierem emigracyjnego rządu Ukraińskiej Republiki Ludowej.
W 1949 wyemigrował do USA.